# (241276) Guntramlampert
(241276) Guntramlampert est un astéroïde de la ceinture principale.

## Description
(241276) Guntramlampert est un astéroïde de la ceinture principale. Il fut découvert le 7 octobre 2007 à Gaisberg par Richard Gierlinger. Il présente une orbite caractérisée par un demi-grand axe de 3,00 UA, une excentricité de 0,09 et une inclinaison de 3,9° par rapport à l'écliptique.